# Линд, Фольке
Фо́льке Бе́ртиль Линд (швед. Folke Bertil Lind; 4 апреля 1913 — 6 февраля 2001) — шведский футболист, играл на позиции полузащитника. Участник чемпионата мира 1938 года и летних Олимпийских игр 1936 года. Обладатель Кубка Швеции 1942 года в состав клуба ГАИС.

## Биография

### Клубная карьера
На протяжении футбольной карьеры, насчитывающей 16 сезонов, играл только за ГАИС. В 1942 году в составе клуба ГАИС стал обладателем Кубка Швеции после победы в финальном матче над главным фаворитом турнира «Эльфсборгом». Линд в том финальном матче забил победный гол — ГАИС выиграл матч со счётом 2:1. В составе этой команды Линд сыграл 305 матчей и забил 8 голов.

### Карьера в сборной
Входил в состав сборной Швеции на олимпийском турнире 1936 года и чемпионате мира 1938 года, но на этих соревнованиях на поле не выходил. Единственный матч за сборную Швеции сыграл 10 июня 1938 года со сборной Латвии — та встреча завершилась 3:3.

### Смерть
Скончался 6 февраля 2001 года в Гётеборге в возрасте 87 лет.

## Достижения
ГАИС
- Обладатель Кубка Швеции: 1942